# Émile Lavirotte
Pour les articles homonymes, voir Lavirotte.
Émile Lavirotte, né le 30 novembre 1870 dans le quartier des Brotteaux à Lyon, où il est mort le 27 décembre 1944, est un industriel français. 

## Biographie

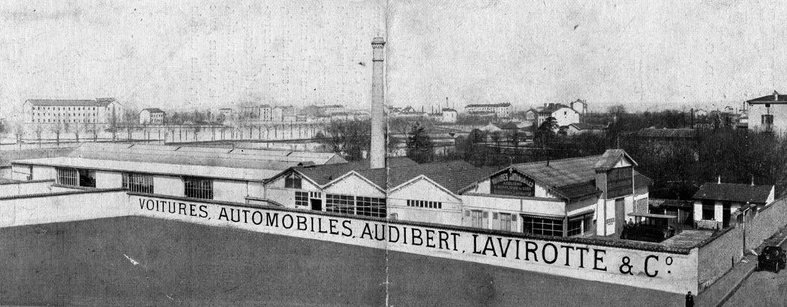
L'usine Audibert et Lavirotte en 1896 à Lyon Monplaisir.

Employé dans la soierie, à l'occasion de son service militaire il se mit à fabriquer divers appareils et instruments. Passionné par la mécanique il fabriqua ainsi son premier moteur.
En 1894, avec son ami Maurice Audibert, issu du même quartier, ils créé à Lyon la société Audibert et Lavirotte, constructeur d'automobiles. Leur entreprise fut la première à Lyon à atteindre une taille industrielle. 250 à 300 voitures ont été fabriquées dans leurs ateliers situés dans le quartier de Monplaisir.
Cependant, après huit années de succès et de croissance, le constructeur dut cesser ses activités pour cause d'insuffisance de capitaux propres
Il subsiste trois voitures parfaitement restaurées de la marque Audibert et Lavirotte. L'une est conservée au Musée de l'automobile Henri-Malartre de Rochetaillée-sur-Saône près de Lyon, une autre appartient au Musée automobile de la Sarthe au Mans et la troisième appartient à un collectionneur privé.

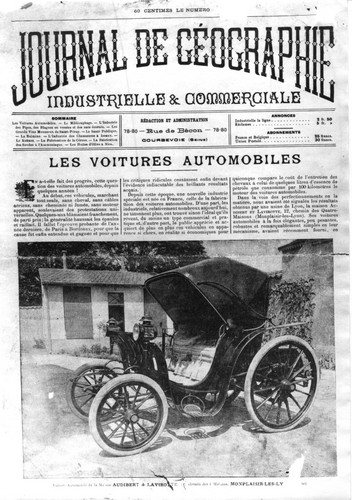
Le Journal de géographie, décembre 1896
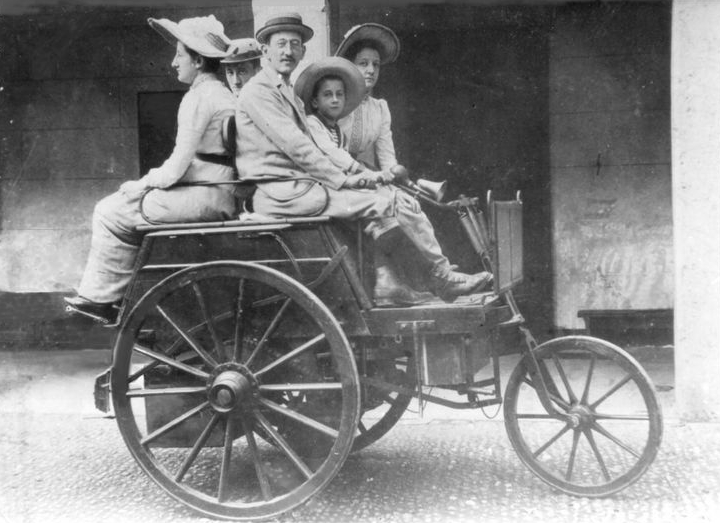
Audibert et Lavirotte 1894 : Tricycle à pétrole
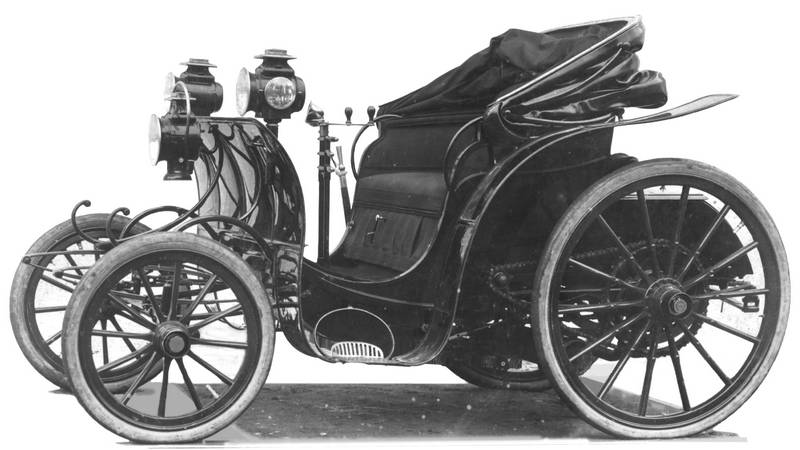
Audibert et Lavirotte 1896 : Duc 2 places
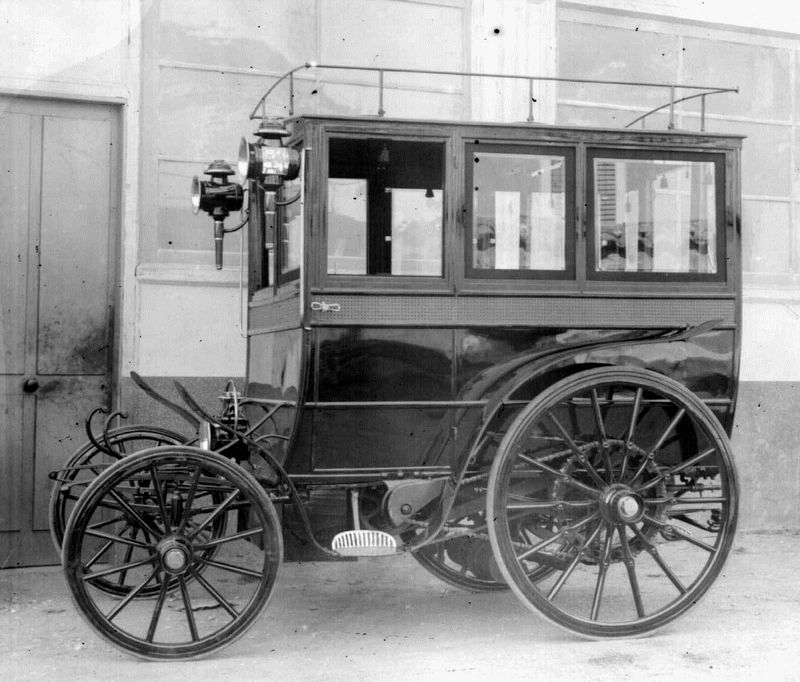
Audibert et Lavirotte 1896 : Berline de voyage
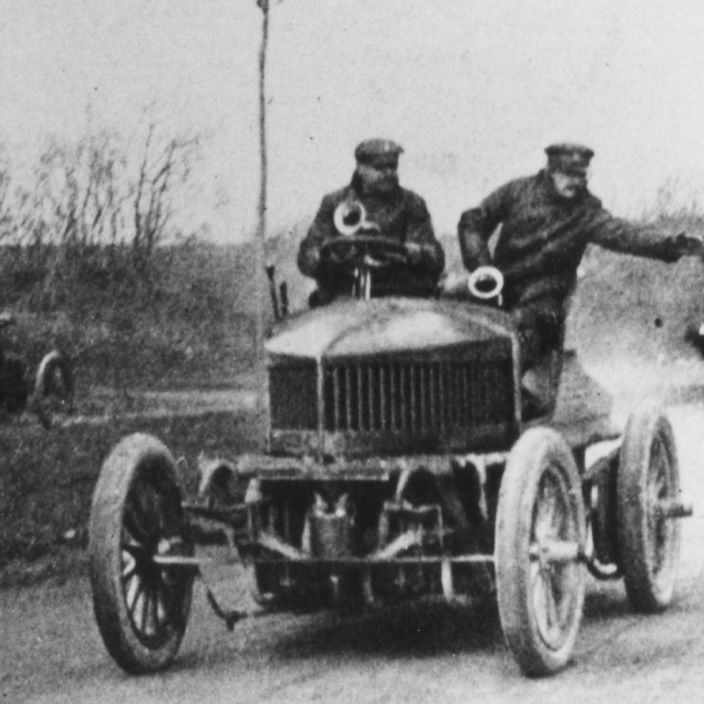
Audibert et Lavirotte 1901 : Voiture de course 30 cv